# Métro de Noida
Le Métro de Noida ( hindi : नोएडा मेट्रो Nōēḍā Meṭro ) est le système de métro desservant les villes de Noida et Greater Noida dans l'État de l'Uttar Pradesh. Il est exploité par la société d'État Delhi Metro Rail Corporation Limited (DMRC) et Noida Metro Rail Corporation (NMRC). La première ligne «Noida Sector 51» - «Depot» avec 21 stations, longue de 29,7 km, a été ouverte le 25 janvier 2019.
Le 9 mars 2019, à la station Noida Sector 51, un transfert vers la station Noida Sector 52 de la Ligne Bleue du métro de Delhi a ouvert par un pont piétonnier d'environ 200 mètres de long,.

## Histoire
Le projet de construction du métro de Noida et Greater Noida a été approuvé par le gouvernement de l'Uttar Pradesh en octobre 2014. Le coût total du projet était de 50,64 milliards de roupies. La construction de la première ligne a commencé en mai 2015 et s'est achevée en novembre 2018.
Le 25 janvier 2019, l'inauguration du métro de Noida a eu lieu avec la participation du ministre en chef de l'Uttar Pradesh, Yogi Adityanath. Au cours de la première année, le DMRC, qui exploite le métro de Delhi, exploitera le métro de Noida en collaboration avec le NMRC.

## Ligne
Le métro comprend une ligne de 29,7 km. Dans les schémas, il est indiqué en bleu-vert. Il est desservi par le seul dépôt, construit à la station terminale "Depot". Il y a 21 stations sur la ligne - 14 à Noida et 7 à Greater Noida.
| Lignes | Stations                | Année d'ouverture | Année d'ouverture dernière station | Longueur, km | Nombre de stations |
| ------ | ----------------------- | ----------------- | ---------------------------------- | ------------ | ------------------ |
| Aqua   | Noida Sector 51 - Dépôt | 2019              | -                                  | 29,7         | 21                 |